# Canon de 90 mm modèle 1939 Schneider
Pour les articles homonymes, voir Canon de 90 mm.
Le canon de 90 mm modèle 1939 Schneider est une pièce d'artillerie française de calibre 90 mm utilisée lors de la Seconde Guerre mondiale, créée par la société Schneider et Cie.

## Utilisation
Il est utilisé comme pièce d'artillerie antiaérienne sous l'appellation « canon CA de 90 mm modèle 1939 ». Il s'agit dans ce cas d'une évolution du canon de 90 mm modèle 1926 (en).
Il a été envisagé d'en fournir 60 pièces à l'armée polonaise dans le cadre de l'accord de Rambouillet de 1936 entre les États français et polonais, ainsi qu'une production locale sous licence.
Récupéré par l'Armée allemande, celle-ci lui donna la désignation « 9,0 cm Flak M39(f) ».
Il a été monté sur le chasseur de chars ARL 44 sous l'appellation « canon CA de 90 mm SA 45 ».